# Wer entführt Mr. King?
Wer entführt Mr. King? ist eine US-amerikanische Filmkomödie von Jeffrey W. Byrd aus dem Jahr 2005. In der Hauptrolle spielt Anthony Anderson als Malcolm King.
Der Film feierte am 21. April 2005 in den USA Premiere. In Deutschland erschien er am 21. April 2006 auf DVD.

## Handlung
Malcolm King ist der reiche, selbstverliebte Geschäftsführer der Marketing Agentur „King Industries“, der sich gegenüber seinen Angestellten und Mitmenschen rücksichtslos und egoistisch verhält. Als seine Frau Renee die Scheidung einreicht, scheint seine Welt noch in Ordnung zu sein. Kaum offenbart sie ihm allerdings, sie habe vor den Großteil des Vermögens an sich zu nehmen, wobei King von seinem Rechtsbeistand belehrt wird, die von ihm geschriebene Valentinskarte mit dem Wortlaut „…alles, was ich aufgebaut habe, habe ich für dich getan…“ gäbe seiner Frau in diesem Punkt Recht, beschließt er drastische Maßnahmen zu ergreifen, um seinen Besitz zu sichern.
Er plant seine Entführung durch den einschlägig vorbestraften Bruder Herb seiner Geliebten Peaches vorzutäuschen. Das auf diese Weise erpresste Lösegeld in Höhe von 10 Millionen US-Dollar soll dadurch den Anteil schmälern, der Renee zugesprochen werden würde.
Unterdessen planen ohne sein Wissen weitere Personen ebenfalls Kings Entführung. Angela, eine bei einer Beförderung übergangene Angestellte von King, plant dessen Entführung, um sich an ihm zu rächen. In ihre Pläne sind zwei weitere Kolleginnen eingeweiht. Unabhängig von den drei Angestellten will Corey ebenfalls King entführen, um die 10.000 US-Dollar seiner Halbschwester ausbezahlen zu können, die er ihr schuldig ist.
Da Herb sein Entführungsopfer King nicht persönlich kennt, entführt er versehentlich Andre, einen von Kings Angestellten, der sich einer Angebeteten gegenüber als King ausgibt, um bei ihr Eindruck zu schinden. Derweil wird King von Renees Pooljungen Byron entführt. Da Angela jedoch Kings Limousine manipuliert hat, gibt der Motor nach kurzer Fahrt auf. Die drei Frauen überwältigen Byron und nehmen King in ihr Fahrzeug hinüber. Nach kurzer Zeit wird ihr Fahrzeug jedoch von Corey von der Straße gedrängt, der King in seine Gewalt bringt und in dem Keller des Hauses seiner Großmutter versteckt, in dem er zugleich wohnt. Erst nach einigen Tagen wird King klar, dass er tatsächlich entführt wurde. Bei seinem Fluchtversuch trifft er im Flur des Hauses auf seine Frau, die Corey zum Versteck gefolgt ist. Beide werden von ihrem Entführer im Keller gefesselt und verbringen dort einige Zeit gemeinsam, in der sie sich unterhalten und einander wieder näherkommen.
Corey wird auf der Straße von Angela und ihren Helferinnen erkannt. Nach kurzer Zeit steht die Polizei vor dem Haus von Coreys Großmutter, befreit das Ehepaar King und nimmt Corey sowie Angela fest.
Malcom und Renee annullieren ihre Scheidung und ziehen wieder zusammen, nur um sich letztlich nach sechs Monaten doch noch scheiden zu lassen.

## Hintergrund
Drehbeginn des Films war der 13. April 2004.
Das Budget des Films wird auf 15 Millionen US-Dollar geschätzt. Am Eröffnungswochenende spielte er in den USA mit 1.508 Kopien 2.137.685 US-Dollar ein. Bis zum 22. Mai 2005 konnten in den USA Bruttoeinnahmen in Höhe von 3.998.889 US-Dollar verzeichnet werden. In den USA spielte er insgesamt 4.008.527 US-Dollar ein, weltweit kam er auf Einnahmen in Höhe von 4.143.652 US-Dollar. Nachdem der Film am 21. April 2005 uraufgeführt wurde, wurde er am 2. Juni 2005 bereits nach 42 Tagen wieder aus den Kinos genommen.
Drehorte für den Film waren u. a. Chicago, Los Angeles sowie das kanadische Montréal.

## Kritik
Der Film zählt zu den wenigen, die bei der Plattform Rotten Tomatoes eine der schlechtesten Wertungen erhielten, nur eine von 50 Kritiken war eher positiv.
Die meisten Filmkritiken fielen recht negativ aus.

„Peinlich, albern und öde. […] Unterste Schublade, nur gut für drei Lacher.“

Eine überaus positive Kritik stammt von Philipp Fankhauser.

„»Wer entführt Mr. King?« ist eine äusserst unterhaltsame Komödie mit vielen witzigen Einlagen und gelungener Situationskomik. Anthony Anderson spielt seinen Part sehr sympathisch, wirkt aber zuweilen leider etwas unglaubwürdig. Die Story ist im Allgemeinen für eine Komödie überraschend umfassend und vielschichtig aufgebaut, enthält massig ineinander verwobene Ereignisse und erinnert von der Komplexität her zuteilen an »Oceans Eleven«. Ein Kompliment an Wayne Conleys erstes Drehbuch.“